# Stråmand (person)
En stråmand (person) betegner oprindelig et fugleskræmsel af strå, men bruges i dag om en person med et umoralsk forehavende. Det være en person, som en anden person bruger som mellemhandler eller mellemmand, ofte til et ulovligt eller moralsk tvivlsomt forehavende. For eksempel, hvis direktøren og bestyrelsen, som drages til ansvar, når et selskab går konkurs med en stor gæld og flere kriminelle forhold. Hvis et sådant selskabet er designet til at snyde og bedrage, står der altid en stråmand i spidsen, fordi så kan bagmændene være svære at stille til ansvar. Et sådan selskab kaldes populært for et skraldespandsselskab.
I 1886 udstedte Højreregeringen en såkaldt "stråmandslov", med det officielle navn: Foreløbig Lov om Ansvaret for Indholdet af Dagblade og Ugeblade. Loven gjorde det ulovligt, at indsætte stråmænd for at dække over de virkelige ansvarshavende redaktører på landets dag- og ugeblade. Der blev indført meget høje bødestraffe for at indsætte stråmænd som redaktører. Endvidere gjorde loven en avis' reelle redaktør medansvarlig for indholdet i tilfælde, hvor forfatteren af en given artikel ikke var nævnt.
En oprindelse til begrebet stråmand stammer fra den tid i 1800-tallet, hvor der hovedsagelig blev rejst private retsforfølgninger med bestikkede vidner. De plejede at stå udenfor retsbygningen med halmstrå stukket ind i skoen, for at indikere, at deres vidnesbyrd kunne købes.